# 千年ロマンス
「千年ロマンス」（せんねんロマンス）は、2007年7月4日にEMIミュージック・ジャパンから発売された、高見沢俊彦の初のシングル。

## 背景
1991年の『主義-ism:』以来、16年ぶりとなるスタジオ・アルバム『Kaleidoscope』からの先行シングルは、カップリング曲・ジャケット写真の異なるCD2形態で発売された。本項では双方とも記述する。
発売当時の帯やウェブ上のキャッチコピーでは、作曲者の高見沢を「和製アマデウス」、作詞者の綾小路翔を「平成の柿本人麻呂」と表現した。

表題曲で、綾小路はコーラスも担当している。

## 収録曲

### パターンA（CD：TOCT-40133）
1. 千年ロマンス
  - 作詞：綾小路翔　作曲・編曲：高見沢俊彦
2. 君に会いたい
  - 作詞・作曲：清川正一　編曲：高見沢俊彦 with 岸利至
  - ザ・ジャガーズのカバー曲
3. 千年ロマンス〜Original Instrumental〜

### パターンB（CD：TOCT-40139）
1. 千年ロマンス
2. O.Z.Y
  - 作詞・作曲：高見沢俊彦　編曲：高見沢俊彦 with 岸利至
3. 千年ロマンス〜Original Instrumental〜